# معركة باب الوادي
معركة باب الوادي (بالفرنسية: Bataille de Bab el Oued) أو تسمى أحيانًا حصار باب الوادي كانت واحدة من معارك ثورة التحرير الجزائرية (1954-1962) بين مقاتلي منظمة الجيش السري والجنود الفرنسيين في حي أوروبي للطبقة العاملة في مدينة الجزائر في الفترة من 23 مارس حتى 6 أبريل 1962.

## ظروف المعركة

### انتفاضة منظمة الجيش السري (19 مارس)
كانت منظمة الجيش السري منظمة مكونة من أوروبيي «الأقدام السوداء» المتشددين المقيمين في (الإقليم الفرنسي آنذاك) الجزائر الذين عارضوا وقف إطلاق النار الذي أعلن عنه الرئيس الفرنسي شارل ديجول في 19 مارس 1962 بين القوات الفرنسية وقوات جبهة التحرير الوطني (FLN) التي تقاتل من أجل الحصول على استقلال الجزائر. وقررت منظمة الجيش السري التمسك بمعقلها في باب الوادي (منطقة أوروبية للطبقة العاملة) للتصدي لـاتفاقيات إيفيان بالقوة.

## حصار باب الوادي (من 23 مارس حتى 6 أبريل)
كانت معركة باب الوادي في الأساس معركة بين الدرك المتنقل الفرنسي وقوات الكوماندوز دلتا التابعة لمنظمة الجيش السري. استخدم الفرنسيون المدرعات إم 8 غراي هوند للسيطرة على مخارج المدينة، بينما تمت مراقبة الأبنية المشتبه بها من الجو عن طريق طائرات تي-6 وتي-28 التي أقلعت من القاعدة الجوية بوفاريك. وقصفت أربع طائرات تي-6 الأسطح قصفًا كاسحًا لإخلائها من القناصين بعدما أسقطت طائرات الهليكوبتر الحربية قذائف الشظايا بالغازات المسيلة للدموع.
وكان جزءًا من خطة الهجوم توفير دعم مدفعي بحري من المدمرات من الفئة تي 47 سيركوف وماليه بريزيه، بالرغم من أنه أصبح واضحًا بعد فترة وجيزة أن هذه الخطة لم تكن عملية وتم إلغاؤها على الفور. ونقلت معظم القوات التي حاصرت الحي جوًا إلى الجزائر بواسطة هذه المدمرات في 2 مارس.
ودعمًا لمدينة باب الوادي، زحف 200 فرد من جماعات التمرد التابعة لمنظمة الجيش السري من مدينة الجزائر إلى منطقة الونشريس الجبلية الواقعة بين مدينتي وهران والجزائر. وحاولوا السيطرة على نقطتين عسكريتين فرنسيتين والحصول على الدعم من القبائل المسلمة المحلية الموالية لفرنسا، ولكن بدلاً من ذلك تعرضوا لغارات متكررة وأخيرًا هزموا على يد وحدات الفيلق بقيادة ألبرت بروثير بعد أيام عديدة من القتال.

### اعتقال الجنرال جوهوود (25 مارس)
في 25 مارس 1962، اعتقل الجنرال إدموند جوهوود (مساعد قائد منظمة الجيش السري راؤول سالان وقائد منظمة الجيش السري الوهراني، فرع وهران من منظمة الجيش السري) في فندق وهران البانورامي (Hôtel Panoramic d'Oran) مع مساعده القائد جوليان كاميلين.

### مذبحةشارع رو دي إسلي(26 مارس)

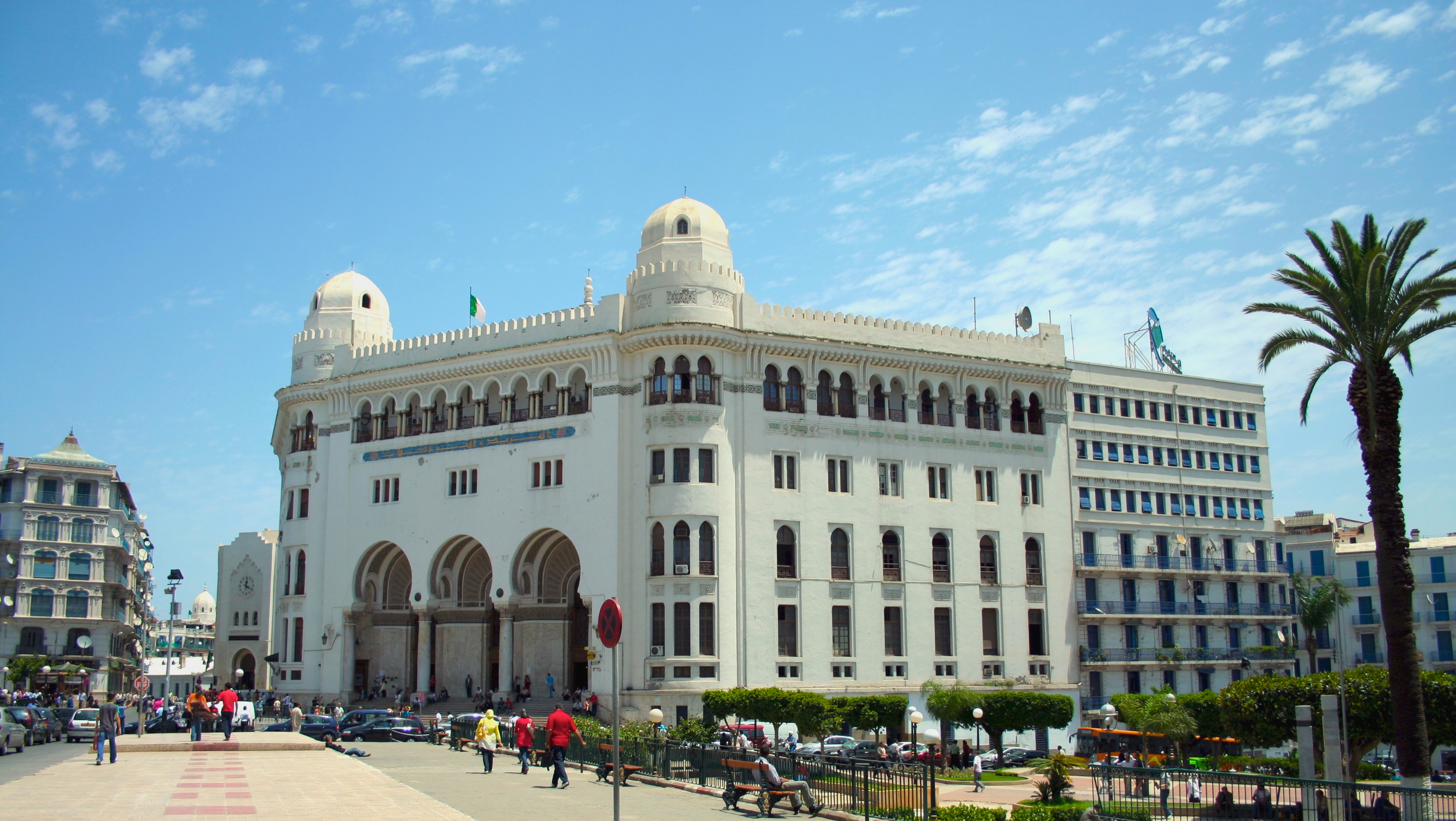
البريد المركزي بالجزائر حيث وقعت المذبحة عام 2009. بعد الاستقلال، وقد أعيدت تسمية شارع رو دي إسلي الذي سمي على اسم معركة إسلي تكريمًا لقائد جبهة التحرير الوطني العربي بن مهيدي

كانت المذبحة التي وقعت في شارع رو دي إسلي ((بالفرنسية: Fusillade de la rue d'Isly)) هي الحدث الذي شهده يوم 26 مارس حيث خرجت مظاهرة سلمية حاشدة من مؤيدي الأقدام السوداء في الجزائر الفرنسية (وبالرغم من أن العديد منهم تربطهم علاقة بمنظمة الجيش السري) الذين حاولوا شق طريقهم عبر متاريس الجيش الفرنسي المحيطة بـالبريد المركزي (مكتب البريد المركزي). اقتحم المتظاهرون حاجز طريق يحرسه 45 جنديًا فرنسيًا من الفوج الرابع من قوات المشاة الجزائرية (4e RTA) (الفوج الخامس من كتيبة البنادق الجزائرية) الذي أطلق النار على الحشود. وكان عدد القتلى الرسمي الذي أعلنت عنه الحكومة الفرنسية 54 قتيلاً و140 جريحًا.

## الخسائر البشرية
حسبما ذكر المؤرخ بنيامين ستورا، فقد قتل 35 شخصًا خلال معركة باب الوادي وجرح حوالي 150 آخرين. وقتل 6 جنود فرنسيين على يد منظمة الجيش السري في الكمين السابق.

## وصلات خارجية
- (بالفرنسية) Chillet,La Bataille de Bab-el-Oued, article from the journal « Accent Grave » n.l4 April 1963
- (بالفرنسية) Fusillade à Bab-el-Oued dirigée sur le 2e bataillon du 73e RIMa au poste de zouaves, ECPAD